# Chalciporus
Chalciporus Bataille (maślaczek) – rodzaj grzybów należący do rodziny borowikowatych (Boletaceae).

## Systematyka i nazewnictwo
Pozycja w klasyfikacji: Boletaceae, Boletales, Agaricomycetidae, Agaricomycetes, Agaricomycotina, Basidiomycota, Fungi (według Index Fungorum).
Takson utworzył w 1908 roku Frédéric Bataille. Synonimy:
- Chalciporus subgen. Rubinoboletus (Pilát & Dermek) Klofac & Krisai 2006
- Rubinoboletus Pilát & Dermek 1969

Nazwę polską podali Barbara Gumińska i Władysław Wojewoda w 1983 r.

## Charakterystyka
Niewielkich rozmiarów naziemne grzyby mykoryzowe, występujące wyłącznie pod drzewami iglastymi. Wytwarzają owocniki z gładkimi i włóknistymi kapeluszami o przeważnie lepkiej powierzchni i rurkowatym hymenoforze, a rurki łatwo oddzielają się od miąższu. Pory rurek mają kolor cynamonowy, karminowy, winnoczerwony lub różowy. Miąższ niezmienny.
Gatunki występujące w Polsce:
- Chalciporus piperatus (Bull.) Bataille 1908 – maślaczek pieprzowy
- Chalciporus rubinus (W.G. Sm.) Singer – maślaczek rubinowy

Wykaz gatunków (nazwy naukowe) na podstawie Index Fungorum. Obejmuje on tylko gatunki zweryfikowane o potwierdzonym statusie. Oprócz tych wyżej wymienionych na liście Index Fungorum znajdują się gatunki niezweryfikowane. Nazwy polskie według Władysława Wojewody i internetowego atlasu grzybów.